# 毛利甚八
毛利 甚八（もうり じんぱち、1958年 - 2015年11月21日）は、長崎県佐世保市出身の著作家・劇画原作者・写真家。本名、毛利 卓哉（もうり たくや）。

## 人物
長崎県立佐世保西高等学校より日本大学芸術学部に進学。同校卒業後、数多くの雑誌のライターを経て、1986年から魚戸おさむ画の『家栽の人』の原作を手掛けた。
2001年に大分県へ住まいを移し、2003年より中津少年学院で篤志面接委員を務める。
2011年より雑誌『G2』でルポルタージュを発表する。2012年より『サンデー毎日』で連載の漫画『のぞみ』の原作を担当する。
2015年11月21日、食道がんのため大分県豊後高田市の自宅で死去した。満57歳没。

## 作品

### 漫画
- 家栽の人（魚戸おさむ画、小学館）
- ケントの方舟（魚戸おさむ画、小学館）
- BENKEI IN NEW YORK [N.Y.の弁慶]（谷口ジロー画、小学館）
- 地（つち）の子（幡地英明画、集英社）
- たぢからお（吉開寛二画、講談社）
- 裁判員の女神（かわすみひろし画、実業之日本社）
- 人情小料理 のぞみ（ひきの真二画、毎日新聞社）

### ルポルタージュ
- 宮本常一を歩く（上下巻、小学館、1998年）
- 九州独立計画 玄海原発と九州のしあわせ（講談社、2013年）
- 「家栽の人」から君への遺言 佐世保高一同級生殺害事件と少年法（講談社、2015年）

### その他
- 少年院のかたち（エッセイ・インタビュー・小説、現代人文社、2008年）
- 裁判官のかたち（インタビュー、現代人文社、2002年）
- 白土三平伝 カムイ伝の真実（評伝・インタビュー、小学館、2011年）